# Nacyonalnaja Miedia Gruppa
Nacyonalnaja Miedia Gruppa (NMG; ros. Национальная Медиа Группа, НМГ) – rosyjski holding medialny, kontrolujący m.in. stacje „Pierwyj kanał”, „Piatyj kanał”, REN TV i STS, 78.ru, krajową gazetę codzienną Izwiestija, gazetę codzienną Diełowoj Peterburg i inne.
Właścicielem spółki jest Bank Rossija, którego głównym udziałowcem jest Jurij Kowalczuk. Przewodniczącą rady dyrektorów NMG jest Alina Kabajewa.
Decyzją z dnia 16 grudnia 2022 roku Rada Unii Europejskiej nałożyła na przedsiębiorstwo sankcje za wspieranie działań podważających integralność terytorialną, suwerenność i niezależność Ukrainy.